# Antoine Alfred Agénor de Gramont
Antoine Alfred Agénor de Gramont (Párizs, 1819. augusztus 14. – Párizs, 1880. január 18.) francia herceg és diplomata.

## Élete
Atyja, Antoine-Geneviève-Héraclius-Agénor de Gramont oldalán nevelkedett, aki a Bourbonok udvarában előkelő és befolyásos szerepet játszott. 1838-ban a hadseregbe lépett, de már két év múlva letette tiszti kardját. Az 1848-as forradalom után III. Napóleon pretendenshez csatlakozott, aki őt nagyon megkedvelte és Kasselba, Torinóba, majd 1857-ben Rómába nevezte ki követnek. 1861-ben mint nagykövet Bécsbe került, ahol 1870-ig szerepelt. Ez év májusában a császár visszahívta és az Ollivier-kabinetben külügyi miniszterré nevezte ki Daru helyébe. Ama párthoz csatlakozott, mely a «Sadováért kárpótlást!» jelige alatt a porosz háború minél előbb való kitörése mellett fáradozott. Arra számított, hogy barátja és kollégája, Beust osztrák-magyar kancellár segítségével, aki szintén a poroszok ellenfeleinek táborában állott, háború esetén Ausztriának hadisegítésére is számíthat. 
Midőn 1870. július 6-án a törvényhozó testületben a Hohenzollern trónjelöltség kérdésében Cochery interpellációjára válaszolt, már kilátásba helyezte a Poroszországgal való háborút, melynek kimenetelét illetőleg vérmes illúziókban ringatta magát. Midőn Hohenzollern herceg lemondása következtében a vitás kérdés tárgytalanná lett, Gramont mégsem nyugodott meg abban, hanem Benedetti követ által sértő követelésekkel alkalmatlankodott Vilmos királynak, aki ezeket nyugodtan, de határozottan visszautasította. Gramont ezt a tényt csalással élve, a törvényhozó testületben július 15-én olyan színben tüntette fel, hogy a képviselők többsége Franciaország megsértettnek vélt becsületének nevében a hadüzenetet helyeselte. Midőn azonban a csatatérről az első balhírek érkeztek, az Ollivier-kabinet és vele Gramont herceg is augusztus 9-én megbukott, Gramont pedig külföldre menekült, de 1871-ben visszatért Versailles-ba.
1872-ben a La France et la Prusse avant la guerre című iratban azt iparkodott bebizonyítani a saját igazolására, hogy nem Franciaország, hanem Bismarck adott a háborúra okot; de azért a könnyelműség és lelkiismeretlenség vádja alól nem tudott szabadulni. Az 1875-ben névtelenül megjelent: Le présent et l'avenir című pamfletet, mely Bismarckot ócsárolja, szintén az ő művének mondották. A köztársaság alatt nem szerepelt többé a politikai életben.